# Cục Tình báo mật
Cục tình báo mật Anh (Secret Intelligence Service-SIS), thường được gọi là MI6 (Tình báo quân đội-Bộ phận 6) là cơ quan có nhiệm vụ cung cấp cho chính phủ Anh những thông tin tình báo nước ngoài. Nó hoạt động dưới sự chỉ đạo chính thức của Ủy ban Tình báo chung (Joint Intelligence Committee-JIC), cùng với Cơ quan An ninh (MI5), Tổng cục Thông tin Chính phủ (GCHQ) và Cục Tình báo quốc phòng An ninh Anh ban đầu được thành lập nhằm mục đích chống lại tình báo Đức vào năm 1909 nhưng sau đó cơ quan này được tách ra thành hai nhánh gọi là MI-5 và MI-6.
Công việc của MI-6 hoàn toàn giống với thế giới gián điệp của James Bond, nhưng các chiến dịch của MI-6 hoàn toàn tuyệt mật. Khác với các hoạt động tương đối công khai của MI-5, MI-6 thu thập thông tin tình báo nước ngoài theo một phương thức hết sức bí mật.
Theo luật của Anh, vai trò của MI-6 là thu thập và cung cấp thông tin liên quan đến các hoạt động hay mưu toan của những người bên ngoài nước Anh và phải hành đồng vì các lợi ích an ninh, quốc phòng, ngoại giao và kinh tế trong khuôn khổ do Ủy ban Tình báo kết hợp (JIC) và các bộ trưởng quy định.Khác với MI-5, MI-6 luôn tiến hành các chiến dịch tình báo mật trên toàn thế giới, từ Bắc Ireland, Trung Đông, châu Phi và mới đây nhất là Afghanistan, Iraq. Vai trò của MI-6 đã thay đổi đáng kể sau khi Chiến tranh Lạnh kết thúc, do nhu cầu phản gián đối với Liên Xô không còn tính cấp bách nữa. Tuy nhiên, mối đe doạ của khủng bố quốc tế cũng đang đặt ra cho MI-6 một trách nhiệm mới.

## Tổng hành dinh
Tổng hành dinh hiện tại của MI6 đặt tại Vauxhall Cross, Luân Đôn. Khu phức hợp của MI6 được thiết kế bởi kiến trúc sư Terry Farrell sau một cuộc thi để chọn ra bản thiết kế cho khu phức hợp này năm 1983. Năm 1988, thủ tướng anh bấy giờ là Margaret Thatcher cho phép khởi công xây dựng toà nhà và hoàn thành năm 1994. Toà nhà rộng 130.000 ft vuông (12.000m2) bao gồm phòng tập gym, nhà hàng, phòng tập aerobics,... Trong quá trình xây dựng toà nhà có 25 loại kính khác nhau được sử dụng và xây 2 hào nước để đảm bảo an ninh. Các cửa sổ của toà nhà được lắp hai lớp kính vì lý do an ninh và đã cho tác dụng tuyệt vời khi vào tháng 9 năm 2000, một nhóm khủng bố sử dụng súng chống tăng RPG-22 bắn một quả rocket vào tầng 8 của toà nhà. Các báo cáo cho thấy quả rocket khi bắn vào cửa kính toà nhà đã bị bật lại và không gây ảnh hưởng gì. Vì tính chất bí mật hoạt động của MI6, hầu hết các hoạt động nằm dưới toà nhà và có một số thông tin cho rằng bên dưới toà nhà có các đường hầm được sử dụng với chức năng đặc biệt và một trong số đó nối thẳng với Whitehall, đầu não hoạt động của chính phủ Anh. Toà nhà MI6 nổi tiếng nhờ xuất hiện trong các phần phim Điệp Viên 007, và đã được cho nổ trong phần phim Skyfall.

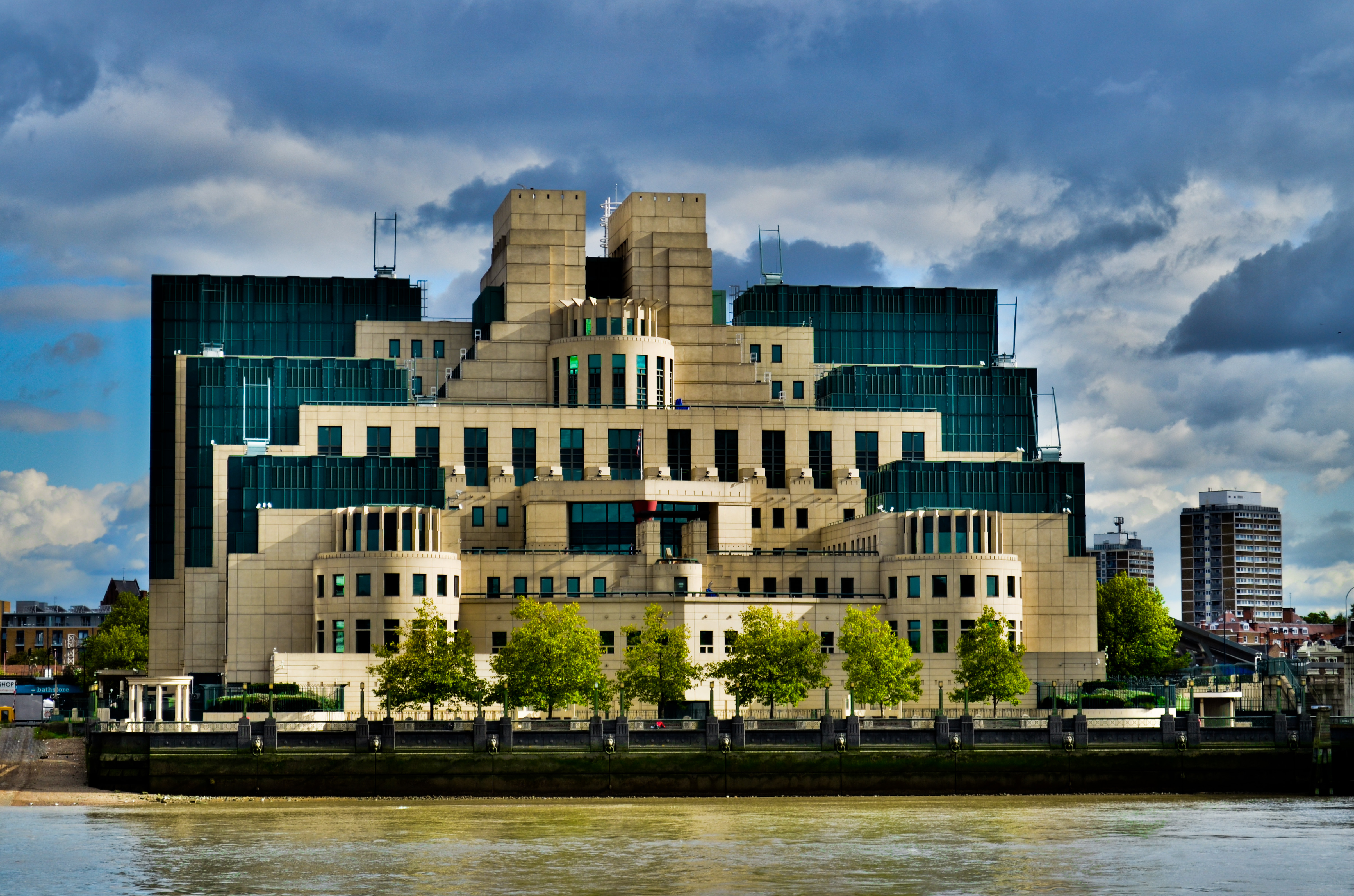
Trụ sở MI6